# كلايف باركر (لاعب كرة قدم)
كلايف باركر (بالإنجليزية: Clive Barker)‏ (23 يوليو 1944 في جنوب أفريقيا - 10 يونيو 2023) هو مدرب كرة قدم ولاعب كرة قدم جنوب أفريقي في مركز الدفاع. لعب مع نادي مبومالانجا بلاك أسأت ونادي ديربن سيتي ونادي ديربن يونايتد ‏.

## وصلات خارجية
- كلايف باركر على موقع قاعدة بيانات كرة القدم.إي يو (الإنجليزية)